# Ipomoea ochracea
Ipomoea ochracea (лат.) — вид травянистых растений рода Ипомея (Ipomoea) семейства Вьюнковые (Convolvulaceae). Под данным таксономическим названием была впервые описана в 1837 году шотландским ботаником Джорджем Доном в его работе A General History of the Dichlamydeous Plants.

## Этимология
Научное название рода «ипомея» образовано от греческих слов ips, означающего «червь», и homoios — «похожий». Согласно наиболее распространённой версии, оно дано по виду ползучей корневой системы у многих представителей этого рода, по альтернативной — за вьющийся «червеобразный» характер побегов многих видов ипомеи. Иногда растение упоминается под устаревшими ботаническими названиями, вошедшими в синонимику рода: фарбитис (Pharbitis), квамоклит (Quamoclit), луноцвет или калониктион (Calonyction) и некоторыми другими.
Садоводы иногда называют представителей рода обиходным названием вьюнок, хотя Вьюнок (Convolvulus) — другой род внутри семейства Вьюнковые (Convolvulaceae) с похожим обликом, или граммофончики, за сходство венчика цветков ипомеи с рупором граммофона.  В англоязычных источниках некоторые виды, в первую очередь Ipomoea violacea, обиходно называют англ. morning glory, что в русскоязычных материалах зачастую переводится как «утреннее сияние».

## Описание
Многолетнее вьющееся растение. Корни клубневые. Стебли с длинными волосками. Листья широкие, яйцевидные, длиной 3 – 6.5 × 2.5 – 5 см; черешки 1 – 5 см длиной, густо волосатые. Соцветия содержат от 1 до 3 цветков; цветоносы  0.7 – 1 см длиной, тонкие, опушенные. Прицветники линейно-ланцетные, 0.3 – 0.5 × 0,1 мм, возле соединения цветоножки с цветоносом опушенные. Цветоносы 0.7 – 1.2 см длиной.
Чашечки продолговато-острые, 0.9 – 1.2 × 0.2 – 0.3 см. Венчик воронкообразный, сросшиеся с тычинками, серно-желтого цвета. Тычинок 5; тычиночные нити длиной 8-9 мм; пыльцевые зёрна шаровидные, с шипиками.
Завязь яйцевидная, голая, до 4 мм. Плод − яйцевидная коробочка, содержащая от 2 до 4 темно-коричневых семян. Цветет и плодоносит в августе-сентябре.

## Ареал
Природный ареал находится в тропической Африке; является инвазивным видом в Австралии, Индии, в Панаме, Венесуэле ,Ямайке и Новой Каледонии, на островах Центральной Америки и на Гавайских островах.